# Fortplantningssystemet
Denna artikel behandlar det mänskliga fortplantningssystemet, för en mer allmän beskrivning se fortplantning.
Fortplantningssystemet eller reproduktionsapparaten är det organsystem som används vid fortplantningen/reproduktionen. Fortplantningsorganens främsta uppgifter är att producera könshormoner, producera och lagra könsceller och (hos kvinnan) att härbärgera fostret under graviditeten. 

## Reproduktionssystemet
Människan reproducerar sig genom sexuellt umgänge och intern fertilisering. Under denna process kommer den erigerade penisen hos mannen att föras in i kvinnans vagina tills mannen får utlösning, och tömmer sina spermier i kvinnans vagina. Spermierna kommer sedan att vandra genom vaginan och livmodertappen (cervix) upp i livmodern (uterus) eller äggledarna där fertilisering av kvinnans ägg sker. Vid lyckad befruktning kommer en implantation att ske i livmodern, där ägget växer till sig under cirka nio månader. I slutet av dessa nio månader avslutas havandeskapet med födsel av ett foster. Födseln är möjlig genom att muskelkontraktion av livmodern samtidigt som livmodertappen slappnar av. Mänskliga barn är i början nästintill hjälplösa och kräver mycket tillsyn under flertalet år.

### Mannens reproduktionsorgan

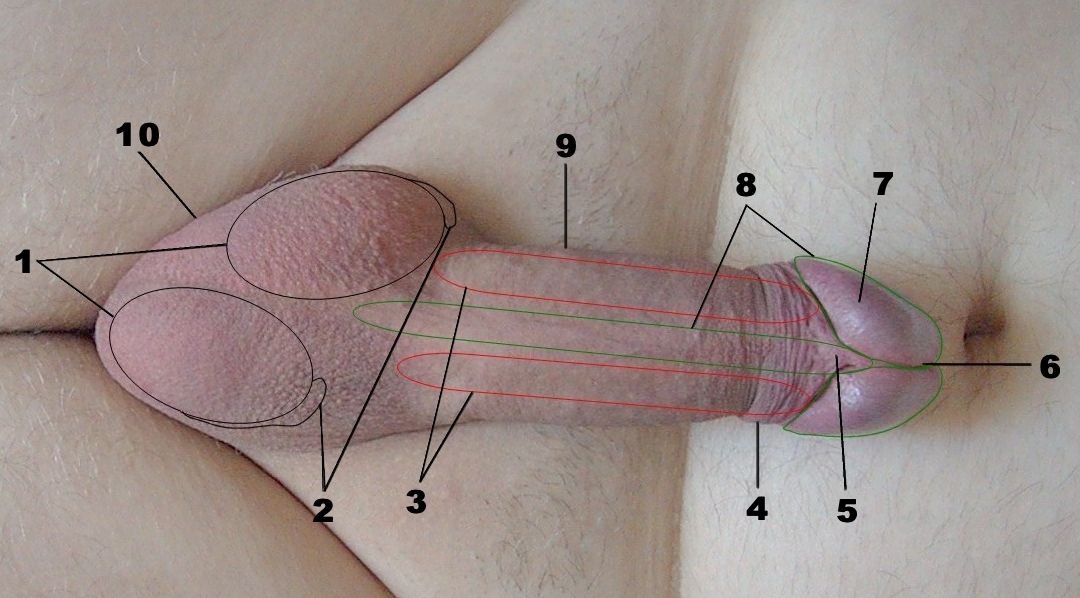
Halvt rakad manlig genitalia (upprest) 1. Testikel, 2. Bitestikel, 3. Corpora cavernosa (svällkroppar), 4. Förhud, 5. Frenulum, 6. Öppningen av uretra, 7. Ollon, 8. Corpus spongiosum (svällkropp), 9. Penis, 10. Pung.

Det manliga fortplantningssystemet består av penis, testiklar, bitestiklar, sädesledaren (vas deferens), prostata och sädesblåsor. 
Testiklarna är mannens könskörtlar. De har två huvudsakliga uppgifter, att producera spermier och att producera könshormoner. Testiklarna ligger utanför buken, eftersom spermieproduktionen kräver en något lägre temperatur än kroppstemperaturen. Under fostertiden anläggs testiklarna i buken, men de vandrar sedan i normalfallet ner i scrotum innan födseln. Ofullständig nedvandring av testiklarna är inte ovanligt, och kallas testisretention. Testikeln består av ett par hundra lobuli, åtskilda av bindväv. Varje lobulus innehåller en eller flera tubuli, som är loopformade kärl där spermierna bildas ur stamceller. Förutom tubuli innehåller lobuli också bindväv som innehåller hormonproducerande Leydigceller. Dessa bildar androgener under inflytande av hypofysen. 
Från testiklarna transporteras spermierna till bitestiklarna, som är långa kärlformade strukturer där spermierna genomgår en fortsatt mognadsprocess och lagras. I samband med ejakulationen stöts spermierna ut via sädesledaren och tillförs sädesvätska från sädesblåsor och prostata. Sädesblåsornas utsöndring innehåller framför allt fruktos, som är spermiernas huvudsakliga energikälla och prostatasekret som innehåller olika enzymer (bland annat surt fosfatas och fibrinolysin).

### Kvinnans reproduktionsorgan

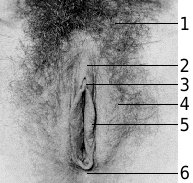
Fotografi av en kvinnas vulva. 1. Blygdben, 2.Klitoriskappan, 3. Klitoris, 4. Yttre blygdläppar, 5. Inre blygdläppar (omsluter Slidöppningen), 6. Perineum.

Det kvinnliga fortplantningssystemet består av clitoris, vagina, livmoder, äggledare och äggstockar.
Äggstockarna är kvinnans könskörtlar, och liksom hos mannen är funktionen hos könskörtlarna både produktion av könsceller och produktion av könshormoner. Kvinnans könsceller anläggs redan under fosterstadiet, och några nya könsceller bildas i egentlig mening inte senare i livet. Det som händer är att cellerna, som stannat i sin reduktionsdelning, fullföljer denna och antingen mognar till äggceller eller går under. Av de 600.000-800.000 prematura äggcellerna som finns hos en nyfödd kvinna kommer endast ett par hundra att mogna till fullgångna äggceller; de flesta kommer att gå under i den process som leder fram till en ägglossning.

### Produktion av könsceller
Produktionen av gameter sker i gonaderna i en process kallad gametogenes, denna process sker när germ celler undergår meios och går från att vara diploida med 46 kromosomer till haploida celler med bara 23 kromosomer.
Hos mannen kan denna process även kallas för spermatogenes, och sker bara efter puberteten i testiklarnas gångsystem (seminiferous tubule). Omogna spermatozoer eller spermier skickas därifrån till bitestikeln där de får en svans och erhåller sin simförmåga. Varje ursprunglig diploid spematogon kommer att ge upphov till fyra funktionella gameter som var och en är kapabla att fertilisera ett ägg.  
Hos kvinnan är gametogenesen kallad för oogenes och sker i ovarial folliklar i äggstockarna  (ovariet). Denna process kommer att ge upphov till mogna ägg först efter puberteten, och till skillnad mot mannen så kommer en oocyt att ge upphov till en mogen äggcell samt tre polkroppar som inte kan fertiliseras. 
Det har under en längre tid varit känt att hos kvinnor återfinns alla primär folliklar redan innan födelsen, och att de sista stegen av oogenesen sker först efter puberteten. Dock har nyara vetenskaplig data kommit att ifrågasätta detta antagande. Denna nya data visar att hos åtminstone vissa däggdjur att oocyter förnyas även efter födelsen.

### Sjukdomar i det mänskliga fortplantningssystemet
Det mänskliga fortplantningssystemet är ett komplext organsystem och kan därigenom drabbas av flertalet sjukdomar. Dessa kan kategoriseras in i fyra kategorier som är 1) genetiska eller medfödda sjukdomar, 2) cancrar, 3) infektioner som oftast är någon typ av sexuellt överförbara sjukdom, samt 4) funktionella problem beroende på miljöfaktorer, fysisk skada, psykologiska faktorer, en autoimmun sjukdomar eller andra orsaker. Några av de mer kända funktionella problemen inkluderar sexuell dysfunktion och infertilitet, vilka båda är termer relaterade till flertalet sjukdomar av många underliggande orsaker. 
Specifika fortplantningssjukdomar är ofta symptom på andra underliggande sjukdomar eller åkommor, och kan ha flera och/eller okända orsaker, vilket gör dem svåra att klassificera. Exempel på oklassificerbara sjukdomar är Peyronies sjukdom hos män och endometrios hos kvinnor. Många medfödda förutsättningar kan orsaka problem med fortplantning, exempelvis: Turners syndrom, Klinefelters syndrom, Cystisk fibros och Blooms syndrom.
Vissa kemikalier har en känd effekt i att de kan ge endokrina rubbningar som i sin tur kan komma att påverka fortplantningssystemets utveckling men även ge slidcancer hos kvinnor. Vanliga kemikalier som har en kända kopplingar till sjukdomar i fortplantningssystemet inkluderar bly, dioxin, styren, toluen och vissa bekämpningsmedel.

#### Exempel på medfödda avvikelser
- Kallmanns syndrom - Genetisk sjukdom som orsakar en minskad funktion i de könshormons producerande körtlarna, detta beroende på en hormonbrist.
- Kryptorkism - En avsaknad av den ena eller båda testiklarna i pungen (scrotum).
- Androgenokänslighet - Genetisk sjukdom som orsakar att människor som är genetiskt sätt är en man (ex. har XY kromosomer) att utvecklas till en kvinna till följd av en oförmåga att nyttja androgener.
- Intersexualism - Individ som har genitalia och/eller andra sexuella drag som inte är uppenbart manliga eller kvinnliga.

#### Exempel på cancerformer
- Prostatacancer - Cancer i prostatakörteln.
- Bröstcancer - Cancer i bröstkörteln.
- Ovarialcancer - Cancer i äggstockarna (ovarie).
- Peniscancer - Cancer of penis.
- Livmodercancer - Cancer i livmodern (uterus).
- Testikelcancer - Cancer i testiklarna.
- Cervixcancer - Cancer i livmoderhalsen (cervix).

#### Exempel på infektioner
- HIV - Infektion av retroviruset känt som humant immunbristvirus.
- Kondylom - Sexuellt överförbar infektion orsakad av en subgrupp av humant papillomavirus (HPV).
- Herpes simplex - Sexuellt överförbar infektion orsakad av ett viruset herpes simplex virus (HSV) typ 2
- Gonorré - Vanlig sexuellt överförbar infektion orsakad av den gramnegativa bakterien Neisseria gonorrheae
- Svampinfektion - Svampinfektion i vaginan av någon av varianterna i svampsläktet Candida.
- Klamydia - Bakteriell infektion som kan leda till infertilitet om den inte behandlas.
- Syfilis - Sexuellt överförbar infektion orsakad av bakterien Treponema pallidum.
- Flatlus - Infektion i könsbehåringen av lusen Phthirius pubis.
- Trikomonaskolpit - Sexuellt överförbar infektion av den enkelcelliga protozoa parasiten Trichomonas vaginalis.

#### Exempel på funktionella problem
- Impotens - Oförmåga hos mannen att uppnå eller behålla en erektion.
- Hypogonadism - En bristande funktion hos könskörtlarna (gonaderna), antingen genom hormon eller könscell (gamet) produktion.
- Utomhavandeskap - När implantationen av ett befruktat ägg sker i vävnad utanför livmoderväggen (uterus).
- Frigiditet - En låg nivå av sexuellt begär och intresse.
- Förtidig utlösning - Bristande förmåga att kontrollera ejakuleringen.